# Paço de Sousa
Paço de Sousa es una freguesia portuguesa del concelho de Penafiel, con 8,35 km² de superficie y 3.998 habitantes (2001). Su densidad de población es de 478,8 hab/km².

## Galería

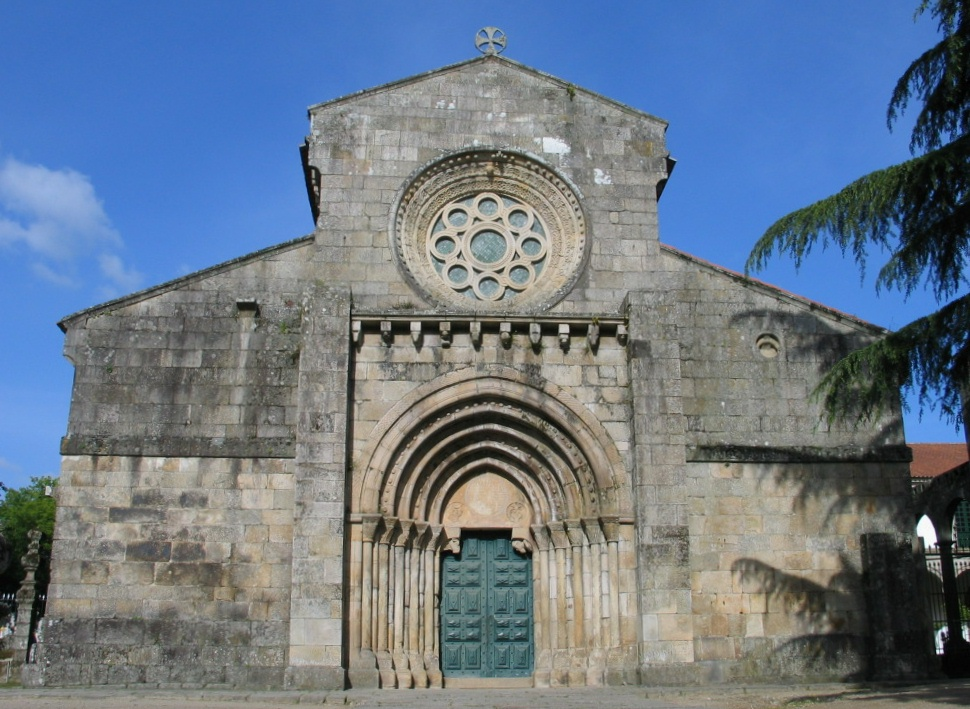
Mosteiro de Paco de Sousa